# Zerstörergeschwader 142
142-га важка винищувальна ескадра «Горст Вессель» (нім. Zerstörergeschwader 142 (ZG 142) — ескадра важких винищувачів Люфтваффе напередодні Другої світової війни. 1 травня 1939 року ескадра перейменована на 26-ту важку винищувальну ескадру (ZG 26).

## Історія
142-га важка винищувальна ескадра «Горст Вессель» заснована 1 січня 1939 року на аеродромі поблизу міста Дортмунд шляхом перейменування 142-ї винищувальної ескадри.
1 травня 1939 року підрозділи 142-ї ескадри переформовані:

### I./ZG 142
Дислокувалася у Дортмунді
- штаб I./ZG 142 переформований на штаб I./ZG 26
- 1./ZG 142 переформована на 1./ZG 26
- 2./ZG 142 переформована на 2./ZG 26
- 3./ZG 142 переформована на 3./ZG 26

### II./ZG 142
Дислокувалася у Верлі
- штаб II./ZG 142 переформований на штаб II./ZG 26
- 4./ZG 142 переформована на 4./ZG 26
- 5./ZG 142 переформована на 5./ZG 26
- 6./ZG 142 переформована на 6./ZG 26

### III./ZG 142
Дислокувалася у Ліппштадті
- штаб III./ZG 142 переформований на штаб III./ZG 26
- 7./ZG 142 переформована на 7./ZG 26
- 8./ZG 142 переформована на 8./ZG 26
- 8./ZG 142 переформована на 9./ZG 26

## Командування

### Командири
- оберст Курт-Бертрам фон Дерінг (нім. Kurt-Bertram von Döring) (1 січня — 1 травня 1939)

## Бойовий склад 142-ї важкої винищувальної ескадри
- Штаб (Stab/ZG 142)
- 1-ша група (I./ZG 142)
- 2-га група (II./ZG 142)
- 3-тя група (III./ZG 142)